# Optique paraxiale
Pour les articles homonymes, voir Optique (homonymie).
Cet article court présente un sujet plus développé dans : Approximation de Gauss.
L’optique paraxiale est la partie de l’optique géométrique utilisant uniquement les rayons proches de l’axe optique d'un système, c'est-à-dire lorsque l’on se place dans les conditions de Gauss (l'angle d'incidence des rayons par rapport à l'axe optique de l'élément est faible et le point d'incidence est proche de l'axe optique).